# Welkomwolf.be
Welkomwolf.be is een Belgische website. De website wil mensen warm maken voor de wederkeer van wolven in België, Nederland en in andere lidstaten van de Europese Unie. Het is een initiatief van "Landschap VZW". Men kan er terecht wanneer men een wolf waarneemt in België.